# Ormosia solita
Ormosia solita là một loài ruồi trong họ Limoniidae. Chúng phân bố ở miền Cổ bắc.